# Smerinthus ocellata
La sfinge dagli occhi (Smerinthus ocellata (Linnaeus, 1758)) è un lepidottero appartenente alla famiglia Sphingidae, diffuso in Eurasia.
Il nome deriva dal fatto che sulle ali inferiori sono presenti due macchie simili ad occhi.

## Descrizione
Il bruco si presenta di colore verde chiaro con macchie bianche ha una pelle ruvida ed ha sette strisce bianche oblique su entrambi i lati del corpo. La testa e la coda sono blu. La crisalide è rosso-bruna.
L'adulto presenta ali anteriori marroni con sfumature rosse. Le ali posteriori sono rosse all'attaccatura e digradanti verso il marrone ai bordi; ognuna di esse ha una macchia simile ad un occhio con tre colorazioni concentriche: grigia internamente, poi blu e circondata esternamente di nero.
Quando la falena è posata le ali posteriori non sono visibili e quindi le macchie rimangono coperte se non in caso di pericolo.

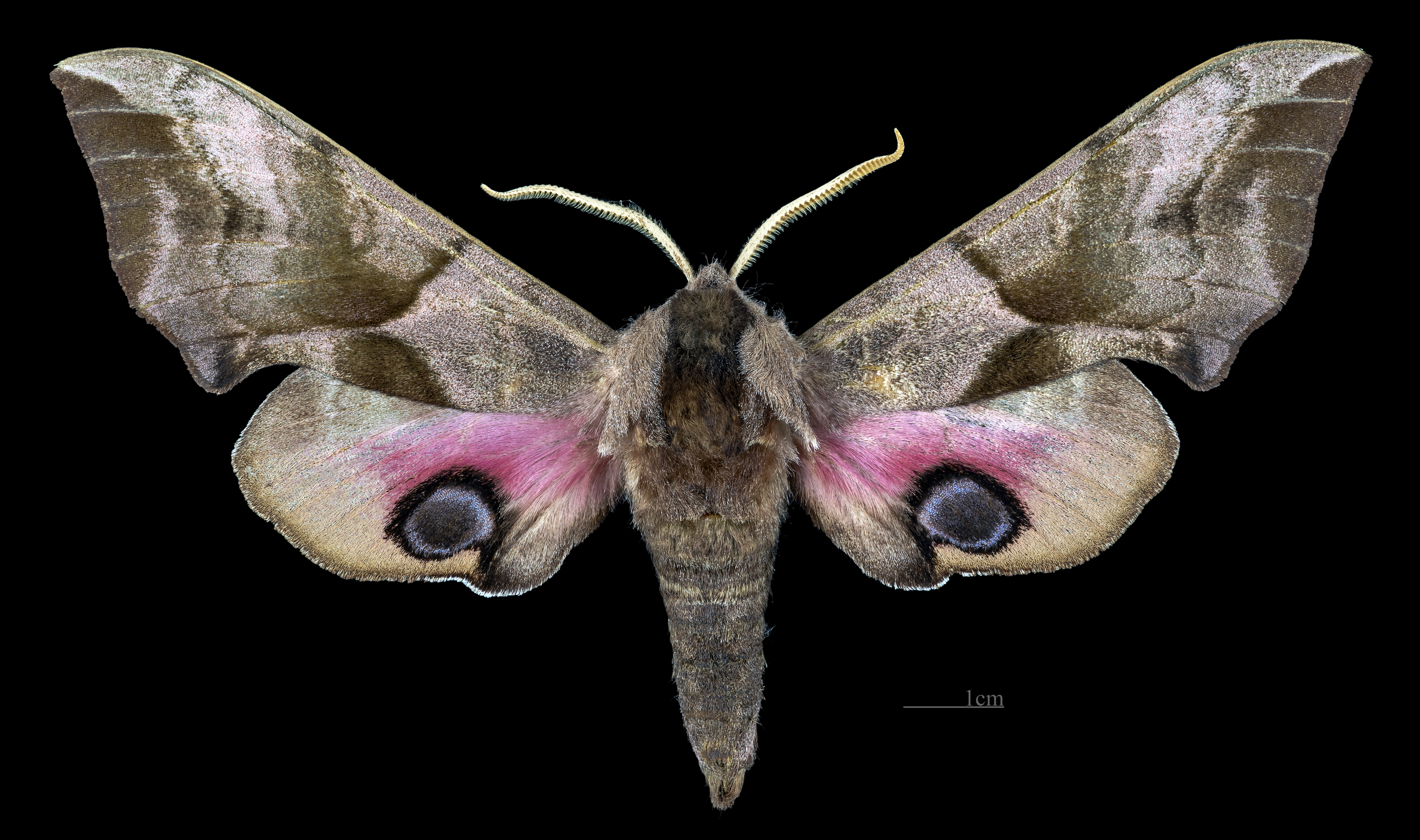
Smerinthus ocellata ♀
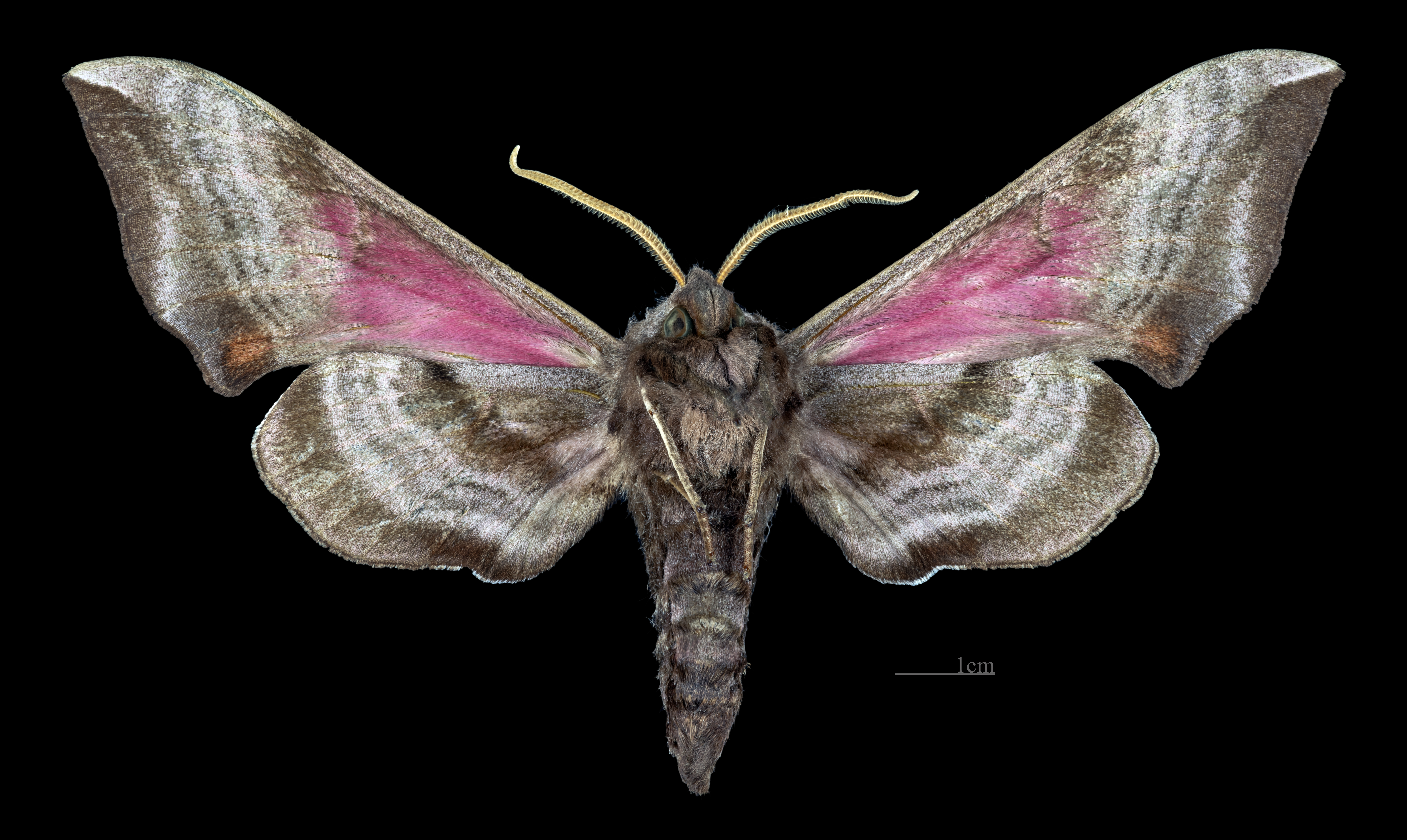
Smerinthus ocellata  ♀ △
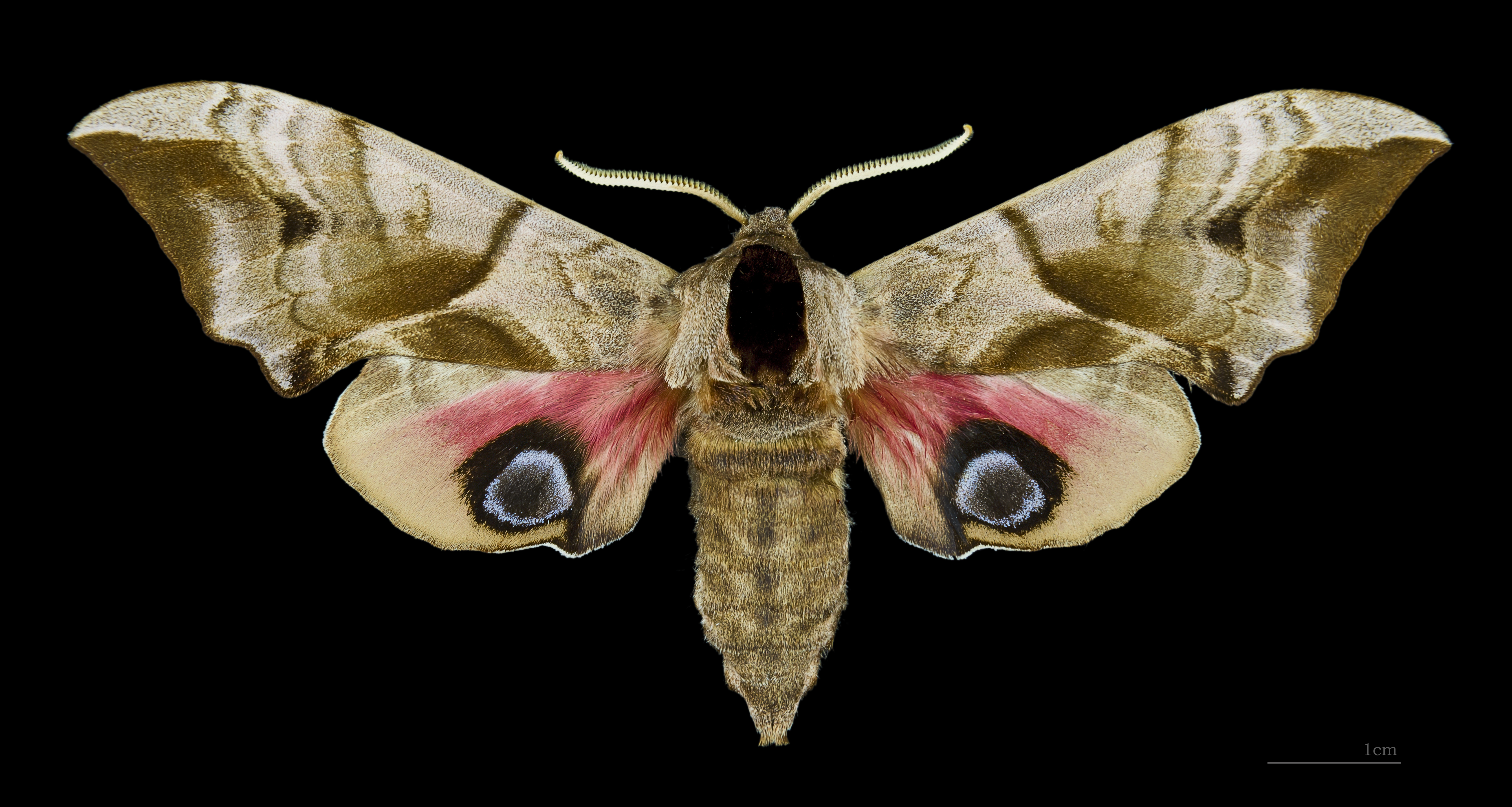
Smerinthus ocellata ♂
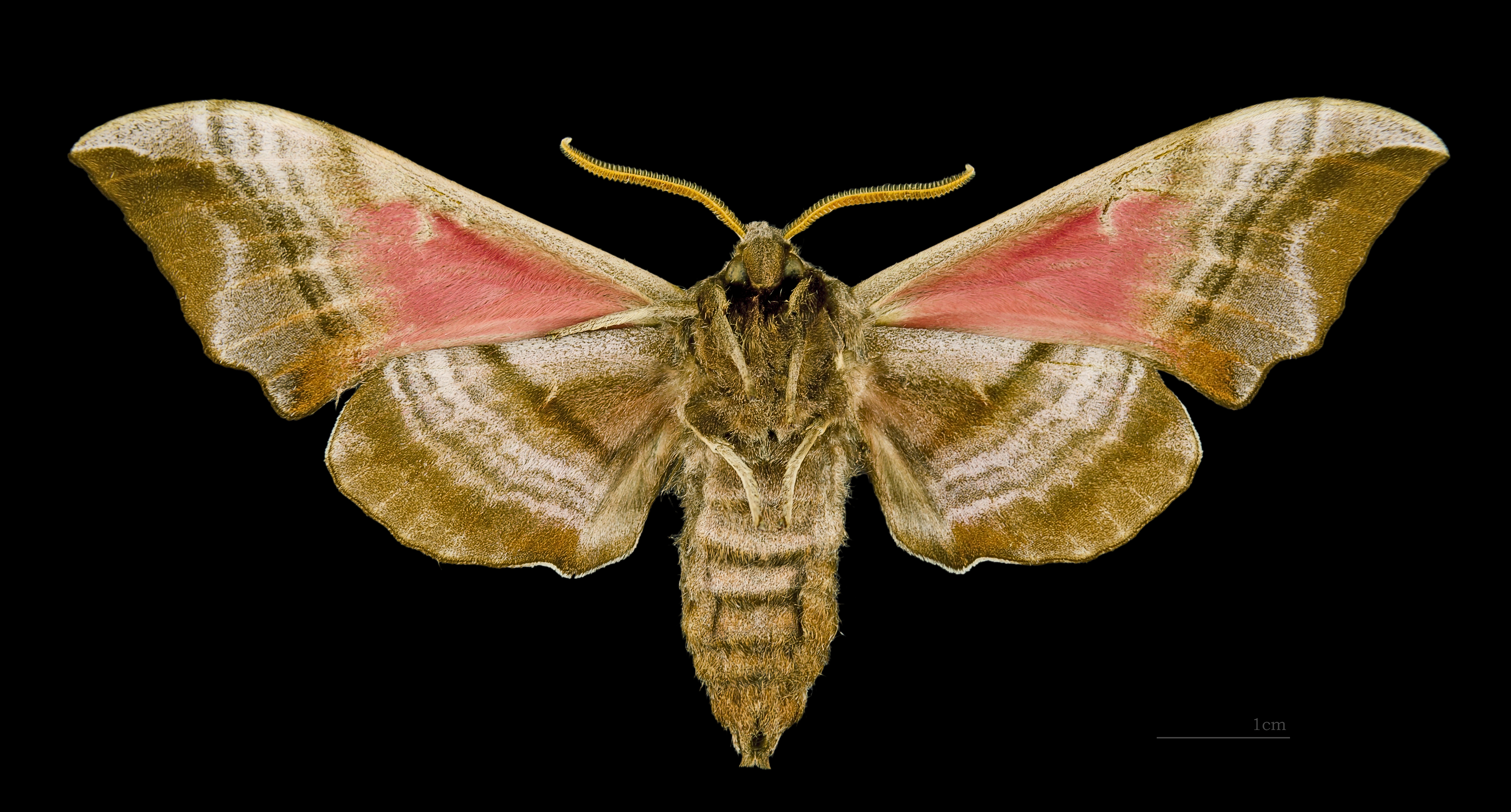
Smerinthus ocellata ♂  △
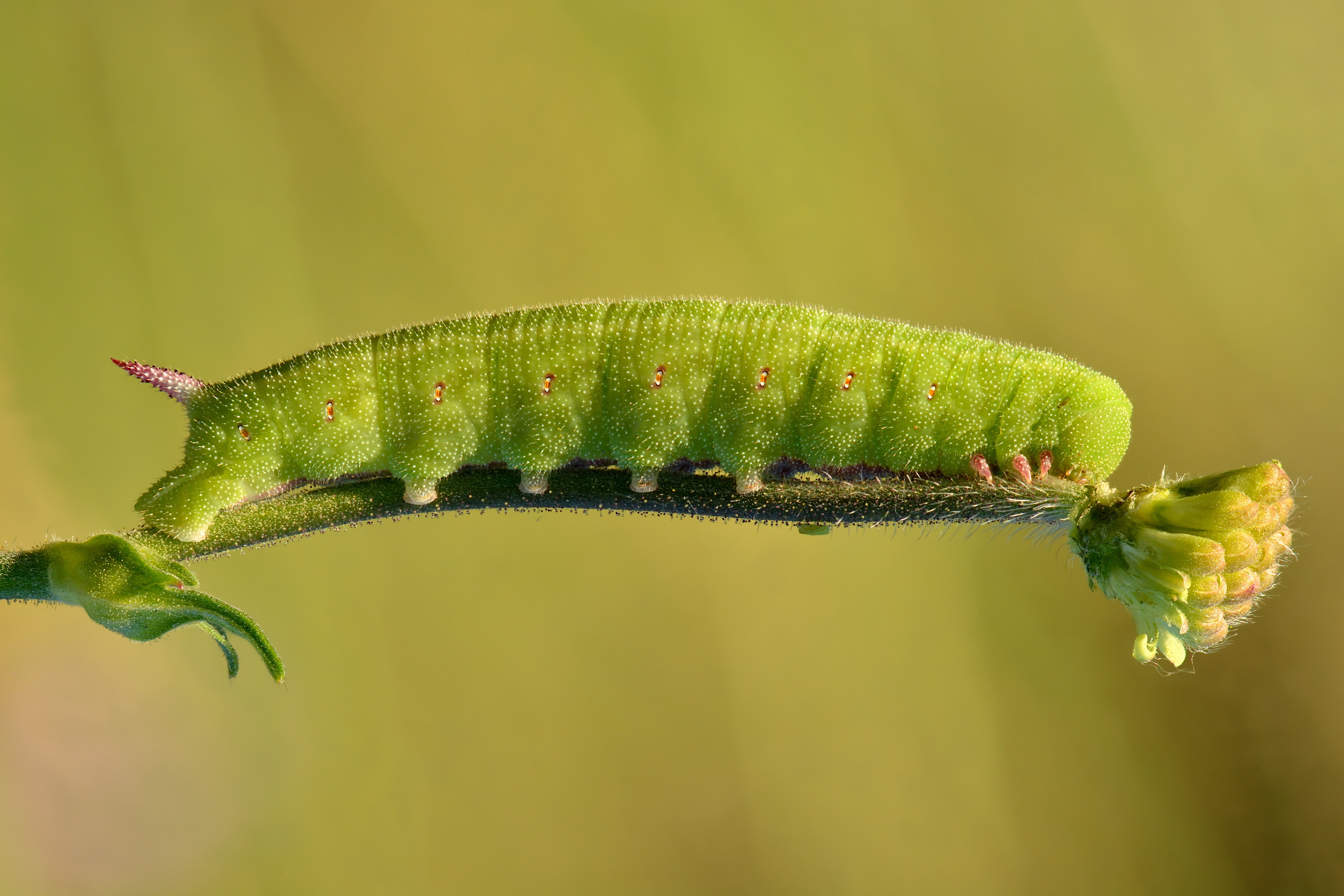
Il bruco

## Biologia
Il bruco è molto diffuso in autunno, quando è possibile osservarlo mentre si nutre sui salici. La falena, che non si alimenta, è visibile nel primo periodo estivo.